# ヤマハ・XT
ヤマハ・XT（エックスティー）とは、ヤマハ発動機が製造販売しているデュアルパーパスタイプのオートバイであり、シリーズ車種として数車種が生産されている。

## モデル一覧

### XT660Zテネレ
2008年発売。XTZ660テネレを5バルブから4バルブにしたもの。

### XTZ660テネレ
1991年発売。48PS/6,250rpm、5.8kgm/5,250rpm。輸出車。

### XT660R/X
フランスのヤマハ傘下MBKで開発・製造されたモデルで、Rがオフロード、Xがスーパーモタード。2004年に発売された。48PS/6,000rpm、5.95kgm/5,250rpm。輸出車。

### XT600Zテネレ
1983年、XT600に30Lガソリンタンクを装備してヤマハスポーツプラザ店限定販売にて登場。フロントにディスクブレーキと、大光量ヘッドライトを採用。出力は40馬力、始動方法はキックのみ、最高速度は150km/h。

### XT600テネレ
1983年、XT550を発展させ30Lガソリンタンクを装備し、フロントにディスクブレーキ、大光量ヘッドライトを採用。

### XT550
1982年に発売されたXT500を発展させYDISを搭載した車種。

### XT400
1982年4月発売。輸出用XT550をベースに日本の中型二輪免許に対応させた車種。空冷4ストロークSOHC2バルブ単気筒399ccエンジンはデュアルキャブレター（YDIS)を装備し29PS/7,000rpm、3.0kgm/6,000rpmを発生。

### XT400Eアルテシア
1992年、輸出用XT600をベースに日本の中型二輪免許に対応させた車種。出力は31馬力。

### XT250/T
1980年4月にヤマハ初の4ストローク250ccクラスデュアルパーパスモデルとして発売された。リヤにモノクロスサスペンションを採用。空冷4ストロークSOHC2バルブ単気筒249ccエンジンは21PS/8,000rpm、2.0kgm/6,500rpm。ブレーキは前後ドラム式。
1981年にカラーリング変更を受けた。
1983年4月にXT250Tとしてフルモデルチェンジされた。クラス初の空冷DOHCエンジンにデュアルキャブレター（YDIS)を装備し27PS/9,000rpm、2.2kgm/7,500rpmを発生。フロントにセミエアフォークを採用し、リヤがリンク付きのニューモノクロスサスペンションへと進化。YSP限定モデルのブルーモデルもある。
1985年8月、マイナーチェンジでフロントブレーキにディスクブレーキを新採用し、カラーリングが変更。カムカバーにマグネシウム素材を採用するなど細部の見直しを受けて28PS/9,000rpm、2.3kgm/8,000rpmに出力向上した。

### XT200
1982年8月、XT125と同じ車体に新開発の空冷4ストロークSOHC2バルブ単気筒196ccエンジンを搭載して発売された。98kgと軽い車体に、250ccに迫る18PS/8,500pm、1.6kgm/7,000rpmを発生。エンジンは後のTW200、セロー、AG200へと引き継がれた。
1984年、マイナーチェンジで角型ヘッドライトとゴールドアルミリムを採用。

### XT125/R/X
1982年3月、XT125がXT250に続いて発売された。13PS/9,500rpm、1.0kgm/8,000rpmを発生する新開発の空冷4ストロークSOHC2バルブ単気筒124ccエンジンを搭載。
2006年には欧州向け車両としてXT125RおよびXT125Xが発表された。ともにDT125RE/Xの後継車種で、エンジンはYBR125のものが流用されている。XT125Xはスーパーモタード仕様。